# A+ (limbaj de programare)
A+ este un limbaj de programare, dialect al APL cu extensii. Arthur Whitney a dezvoltat partea "A" din A+, în timp ce alți dezvoltatori de la Morgan Stanley au extins-o, adăugând interfață grafică și alte caracteristici de limbaj. A+ a fost proiectat pentru aplicații care folosesc intensiv tablouri de numere, precum aplicațiile financiare. A+ rulează pe multe variante de Unix, incluzând Linux. A+ este un limbaj interpretat, de nivel înalt, interactiv.
A+ este licențiat sub GNU General Public License.